# Pietro Pappacarbone
Pietro Pappacarbone (Salerno, 1038 – Cava de' Tirreni, 4 marzo 1123) è ricordato come 3º abate della Badia di Cava ed è venerato come santo dalla Chiesa cattolica.

## Biografia
Nacque da nobile famiglia longobarda di Salerno. Pietro, nipote del primo abate sant'Alferio, dopo una permanenza a Cluny e la rinuncia al vescovado di Policastro, era abate di S. Arcangelo di Perdifumo nel Cilento nel periodo tra l'agosto 1067 e il gennaio 1072, quando si andava affermando la congregazione cavense che riceveva in dono dal principe Gisulfo II altri monasteri. Richiamato a Cava in un periodo antecedente al mese di gennaio del 1073, Pietro venne nominato prima decano e poi, nel novembre 1078, abate della Santissima Trinità di Cava. Tra il 1079 ed il 1086, nella vicina Nocera eresse il complesso di Sant'Angelo in Grotta. Resse le sorti del monastero per ben 45 anni, modellando la congregazione cavense su quella di Cluny, pur senza dipendere minimamente da essa. Nel 1092 papa Urbano II, di passaggio da Salerno, fece visita all'abate Pietro che aveva conosciuto a Cluny, e consacrò la basilica.
Morì il 4 marzo 1123 ed il suo corpo fu seppellito nella grotta Arsicia alla destra di sant'Alferio. Dal 1911 le reliquie del santo furono deposte sotto l'altare maggiore della basilica della Badia.
Nel 1874 una reliquia del Santo fu donata dalla Badia di Cava alla diocesi di Policastro. La reliquia, conservata attualmente nella cattedrale (dal 30 settembre 1986 diventa concattedrale) di Santa Maria Assunta a Policastro Bussentino fu ricevuta dal vescovo di allora mons. Giuseppe M. Cione, che tanto si era interessato per ottenerla.
Il 4 marzo 2023 il vescovo della diocesi di Teggiano-Policastro, mons. Antonio De Luca, nella ricorrenza del IX centenario della morte del Santo indice uno speciale anno giubilare, inaugurato nella concattedrale Santa Maria Assunta di Policastro Bussentino, che si concluderà il 4 marzo 2024.